# 島の一覧
島の一覧（しまのいちらん）
島とは、四方を水域に囲まれた陸地で、オーストラリア大陸（774万km2）の面積より小さいものを指す。
世界最大の島はグリーンランドであり、日本最大の島である本州は、世界の島の中ではインドネシアのスマトラ島に次ぐ第7位の面積である。
以下、主な「世界の島の一覧」を示す。なお「世界の島の面積順位」は「島の一覧 (面積順)」を、「世界の島の人口順位」は「島の一覧 (人口順)」を参照。

## 日本
- 北海道
- 本州
- 四国
- 九州
- 沖縄島
- 石垣島
- 与那国島

## アジア
- 済州島
- 台湾島
- 海南島
- 沙面島
- シンガポール島
- ルダン島
- ルソン島
- セブ島
- ミンダナオ島
- ボルネオ島
- ロンボク島
- コモド島
- フロレス島
- ビンタン島
- スンバ島
- ペレン島
- ブリトゥン島
- バタム島
- トランガン島
- ギリ・トラワンガン島
- ハルマヘラ島
- サモシール島
- スラウェシ島
- スマトラ島
- ジャワ島
- ティモール島
- ニューギニア島
- バリ島
- 北センチネル島
- 南センチネル島
- サムイ島
- フーコック島
- セイロン島
- ソコトラ島
- キプロス島

## ヨーロッパ
- アイスランド島
- グレートブリテン島
- アイルランド島
- サントリーニ島
- ミコノス島
- オランダの島の一覧
- シチリア島
- サルデーニャ島
- シェラン島
- ゴットランド島
- マヨルカ島
- イビサ島
- メノルカ島
- ジャージー島
- マルタ島
- マン島
- ガーンジー島
- ヒーウマー島
- サーレマー島
- ボーンホルム島
- ヒン島
- アウストヴォーグ島
- ヒートラ島
- コルシカ島
- クレタ島

## アフリカ
- アリッド島
- アルフォンズ島
- アンジュアン島
- アンノボン島
- アンブル島
- イディウィ島
- イボ島
- ヴァーシュ島
- ウノ (ギニアビサウ)
- ウングジャ島
- エウロパ島
- エル・イエロ島
- オラシオ島
- カズン島
- カブラス島
- カラヴェラ
- カロス島
- キュリーズ島
- グラン・カナリア島
- グランドコモロ島
- クンタ・キンテ島
- コエティヴィー島
- コリスコ島
- ゴレ島
- コンセプシオン島
- サーフ島
- サウス・イースト島
- サル島
- サン・ヴィセンテ島
- サンタ・ルシア島
- サンティアゴ島
- サント・アンタン島
- サン・ニコラウ島
- サントメ島
- サン＝ルイ島 (セネガル)
- ジェルバ島
- シスターズ島
- 小エロベイ島
- シルエット島
- セルト島
- セント・アン島
- 大エロベイ島
- チシ島
- チズムル島
- デニス島
- テネリフェ島
- テレーズ島
- デロッシュ島
- ヌフ島
- ノース島
- バード島
- ハーミル島
- バンス島
- ビオコ島
- ピジェティエ島
- フアン・デ・ノヴァ島
- ブービー島
- フェリシテ島
- フエルテベントゥラ島
- フォゴ島
- ブバケ
- ブラヴァ島
- プラット島
- プララン島
- フリゲート島
- プリンシペ島
- プロピデンス島
- フンド島
- ペンバ島
- ボア・ヴィスタ島
- ポアブル島
- ボニー島
- ボラマ島
- ポルト・サント島
- ボンボン島
- マイオ島
- マダガスカル島
- マテモ島
- マヘ島
- マメル島
- マヨット島
- マリ・アンヌ島
- モーリシャス島
- モイエンヌ島
- モヘリ島
- ラ・ゴメラ島
- ラ・ディーグ島
- ラ・パルマ島
- ランサローテ島
- リコマ島
- ルロット島
- レシフ島
- ロドリゲス島
- ロベン島
- ロラス島
- ロング島

## アメリカ
- グリーンランド
- バフィン島
- デヴォン島(カナダ)　-北極海に浮かぶ世界最大の無人島。
- ヴィクトリア島
- エルズミーア島
- ニューファンドランド島
- マニトゥーリン島 （アメリカ） - 五大湖の1つヒューロン湖にある。淡水湖の中にある島では最大。
- グアドループ
- フエゴ島
- コロコロ島
- キューバ島
- イースター島

## オセアニア
- フレーザー島 （オーストラリア） - 世界でもっとも大きな砂島。
- タスマニア島
- 南島 (ニュージーランド)
- 北島 (ニュージーランド)
- クリスマス島 (オーストラリア)
- エロマンガ島
- ウォリス島
- フツナ島
- アロフィ島
- ガダルカナル島

## その他
- 南極周辺の島の一覧

## 列島

### 日本の列島
- 日本列島
- 千島列島
- 父島列島
- 母島列島
- 火山列島
- 五島列島
- 甑島列島
- トカラ列島
- 宮古列島
- 八重山列島

### 日本以外の列島
- アリューシャン列島
- ラタック列島
- ラリック列島
- 大スンダ列島
- 小スンダ列島

## 諸島

### 日本の諸島
- 浦戸諸島
- 伊豆諸島
- 小笠原諸島
- 隠岐諸島
- 家島諸島
- 日生諸島
- 犬島諸島
- 笠岡諸島
- 塩飽諸島
- 芸予諸島
- 防予諸島
- 天草諸島
- 豊後諸島
- 南西諸島
- 薩南諸島
- 大隅諸島

- 琉球諸島
- 沖縄諸島

- 先島諸島
- 尖閣諸島

- 大東諸島

### 日本以外の諸島
- アガレガ諸島：（モーリシャス）
- アストベ諸島；（セーシェル）
- アゾレス諸島：（ポルトガル）
- アナンバス諸島：（インドネシア）
- アミラント諸島：（セーシェル）
- アラン諸島:（アイルランド）
- アルー諸島：（インドネシア）
- アルダブラ諸島：（セーシェル）
- アンダマン諸島：（インド）
- アンティポデス諸島：（ニュージーランド）
- イオニア諸島：（ギリシャ）
- ウェスル諸島：
- エロベイ諸島：（赤道ギニア）
- オークニー諸島：（イギリス）
- オークランド諸島：（ニュージーランド）
- カイ諸島：（インドネシア）
- カナリア諸島：（スペイン）
- ガラパゴス諸島：（エクアドル）
- カルガドス・カラホス諸島：（モーリシャス）
- カロリン諸島：（ミクロネシア連邦）
- ガンビエ諸島：（フランス）
- キクラデス諸島：（ギリシャ）
- キリンバス諸島：（モザンビーク）
- ギルバート諸島：（キリバス）
- クイーンエリザベス諸島：（カナダ）
- クインシャーロット諸島：（カナダ）
- クック諸島：（ニュージーランド）
- クローゼー諸島：（フランス）
- ケルマディック諸島：（ニュージーランド）
- ココス諸島：（オーストラリア）
- コズモレド諸島：（セイシェル）
- コマンドル諸島：（ロシア）
- コモロ諸島：（コモロ）
- サウスオークニー諸島：（南極）
- サウスサンドイッチ諸島：（イギリス）
- サウスシェトランド諸島：（南極）
- サモア諸島：（サモア、アメリカ）
- サンギル諸島：（インドネシア）
- サンタクルーズ諸島：（ソロモン諸島）
- シェトランド諸島：（イギリス）
- シャンタルスキー諸島：（ロシア）
- スカウテン諸島：（パプアニューギニア）
- 小アンティル諸島：（セントクリストファー・ネイビス、アンティグア・バーブーダなど）
- スヴァールバル諸島：（ノルウェー）
- スーラ諸島：（インドネシア）
- スールー諸島：（フィリピン）
- スリーキングズ諸島：（ニュージーランド）
- セーシェル諸島：（セイシェル）
- 西沙諸島：（係争中）
- セーベルナヤゼムリャ：（ロシア）
- ゼムリャフランツァヨシファ：（ロシア）
- ソアン諸島：
- ソシエテ諸島：（フランス）
- ソタヴェント諸島：（カーボベルデ）
- ソロール諸島：（インドネシア）
- ソロモン諸島：（ソロモン諸島）
- ソンソロル諸島：（パラオ）
- 大アンティル諸島：（キューバ、ジャマイカなど）
- ダフラク諸島：（エリトリア）
- タラウド諸島：（インドネシア）
- ダントルカストー諸島：（パプアニューギニア）
- チェスターフィールド諸島：（フランス）
- チャゴス諸島：（イギリス）
- チャタム諸島：（ニュージーランド）
- チャネル諸島：（イギリス）
- チョノス諸島：（チリ）
- ディエゴ・ラミレス諸島（チリ）
- デューク・オブ・ヨーク諸島（パプアニューギニア）
- トゥアモトゥ諸島：（フランス）
- 東沙諸島（プラタス諸島）：（台湾）
- トゥブアイ諸島：（フランス）
- トケラウ諸島：（ニュージーランド）
- トラック諸島：（ミクロネシア連邦）
- ナイチンゲール諸島：（イギリス）
- 南沙諸島：（係争中）
- ニコバル諸島：（インド）
- 西インド諸島：（カリブ海諸国）
- ノヴォシビルスク諸島：（ロシア）
- バナナ諸島：（シエラレオネ）
- バレアレス諸島：（スペイン）
- バレン諸島：（マダガスカル）
- バハマ諸島：（バハマ）
- バブヤン諸島：（フィリピン）
- バミューダ諸島：（イギリス）
- パラオ諸島：（パラオ）
- バルラヴェント諸島：（カーボベルデ）
- バレニー諸島：（南極）
- ハワイ諸島：（アメリカ）
- バンダ諸島：（インドネシア）
- ビサヤ諸島：（フィリピン）
- ビスマルク諸島：（パプアニューギニア）
- ファーカー諸島：
- ファーノー諸島：（オーストラリア）
- フアンフェルナンデス諸島：（チリ）
- フィジー諸島：（フィジー）
- フィリピン諸島：（フィリピン）
- フェニックス諸島：（キリバス）
- フェロー諸島：（デンマーク）
- フォークランド諸島：（イギリス）
- フリースラント諸島: (オランダ、ドイツ)
- プリンスエドワード諸島：（南アフリカ）
- プロビデンス諸島：
- ベステローデン諸島：（ノルウェー）
- ペドラス・ティンボラス諸島（サントメ・プリンシペ）
- ヘブリディーズ諸島：（イギリス）
- ベルデ岬諸島：（カーボベルデ）
- 澎湖諸島：（台湾）
- マーシャル諸島：（マーシャル諸島共和国）
- マスカリン諸島：（モーリシャス、フランス）
- マデイラ諸島：（ポルトガル）
- マリアナ諸島：（アメリカ）
- マルク諸島（モルッカ諸島）：（インドネシア）
- ミッドウェー諸島：（アメリカ）
- ムサウ諸島（パプアニューギニア）
- メンタワイ諸島：（インドネシア）
- モルディブ諸島：（モルディブ）
- ライン諸島：（キリバス）
- ラカディブ諸島：（インド）
- ルイジアード諸島：（パプアニューギニア）
- レビジャヒヘド諸島：（メキシコ）
- ロスデスベントゥラドス諸島：
- ロフォーテン諸島：（ノルウェー）
- ロワイヨテ諸島：（フランス）
- ワリス・フテュナ諸島：（フランス）

## 群島

### 日本の群島
- 歯舞群島
- 奄美群島

## 実在が確認されていない島
- 中ノ鳥島
- 瓜生島
- 久光島
- 鯛の島
- 高麗島
- 万里ヶ島
- 鴨島 (島根県)
- 亀島 (徳島県)
- 南波照間島
- 南与那国島